# Rodolfo Reis
Rodolfo Reis, de son nom complet Rodolfo dos Reis Ferreira, est un footballeur portugais né le 29 janvier 1954 à Porto. Il évoluait au poste de milieu défensif.

## Biographie

### En tant que joueur
Il réalise l'intégralité de sa carrière au FC Porto.
International portugais, il reçoit 6 sélections en équipe du Portugal entre 1977 et 1981.

## Carrière

### En tant que joueur
- 1971-1984 :  FC Porto

### En tant qu'entraîneur
- 1986-1987 :  SC Salgueiros
- 1987-1989 :  FC Famalicão
- 1989-1991 :  Gil Vicente FC
- 1991-1993 :  FC Tirsense
- 1993-1994 :  FC Felgueiras
- 1994-1995 :  SC Beira-Mar
- 1995-1996 :  CD Nacional
- 1996-1998 :  Leça FC
- 1998-2001 :  FC Porto (adjoint)

## Palmarès

### En club
Avec le FC Porto :
- Champion du Portugal en 1978 et 1979
- Vainqueur de la Coupe du Portugal en 1977 et 1984
- Vainqueur de la Supercoupe du Portugal en 1981 et 1983